# København i Sne
|  | Denne artikel er oprettet af botten Steenthbot ud fra en ekstern database. Den kan derfor have sproglige fejl eller mangler. Denne skabelon kan fjernes efter kontrol af indholdet. |

København i Sne er en dansk dokumentarisk optagelse.

## Handling
Udsigt over Københavns tage og tårne i indre by klædt i sne. Gadebilleder med sporvogne og folk, der rydder sne, bl.a. på Gammel Strand. Filmen er uden årstal.